# Meioneta exigua
Meioneta exigua là một loài nhện trong họ Linyphiidae.
Loài này thuộc chi Meioneta. Meioneta exigua được Anthony Russell-Smith miêu tả năm 1992.